# Hauser (Idaho)
Hauser és una població dels Estats Units a l'estat d'Idaho. Segons el cens del 2000 tenia 668 habitants.

## Demografia
Segons el cens del 2000, Hauser tenia 668 habitants, 273 habitatges, i 197 famílies. La densitat de població era de 289,8 habitants/km².
Dels 273 habitatges en un 32,6% hi vivien nens de menys de 18 anys, en un 57,9% hi vivien parelles casades, en un 9,5% dones solteres, i en un 27,8% no eren unitats familiars. En el 20,5% dels habitatges hi vivien persones soles el 5,1% de les quals corresponia a persones de 65 anys o més que vivien soles. El nombre mitjà de persones vivint en cada habitatge era de 2,45 i el nombre mitjà de persones que vivien en cada família era de 2,83.
Per edats la població es repartia de la següent manera: un 24,3% tenia menys de 18 anys, un 8,1% entre 18 i 24, un 31,6% entre 25 i 44, un 27,2% de 45 a 60 i un 8,8% 65 anys o més.
L'edat mediana era de 36 anys. Per cada 100 dones de 18 o més anys hi havia 94,6 homes.
La renda mediana per habitatge era de 30.268 $ i la renda mediana per família de 32.344 $. Els homes tenien una renda mediana de 30.000 $ mentre que les dones 21.125 $. La renda per capita de la població era de 15.085 $. Aproximadament el 10,3% de les famílies i el 10,6% de la població estaven per davall del llindar de pobresa.

## Poblacions més properes
El següent diagrama mostra les poblacions més properes.